# Luis Alfonzo Larrain
Luis Alfonzo Larrain (La Victoria, Estado Aragua, Venezuela, 22 de julio de 1911-Caracas, Venezuela, 4 de julio de 1996) fue un músico, compositor y director de orquesta venezolano.

## Biografía
Hijo de Alejandro Alfonzo Pérez y Ana Larrain Martínez, a edad temprana demostró su vocación por la música y recibió en el seno mismo de la familia sus primeros pasos gracias a su progenitora quién le enseñó el canto y a tocar el cuatro venezolano. A los 7 años, fallece el padre del futuro artista por lo que su madre decide trasladarse a Caracas con la familia. Su primera composición la hizo a los 9 años y la entregó a la cupletista española Pilar Arco quien la incorporó a su repertorio. Siendo adolescente, en 1925, forma con unos amigos una improvisada agrupación que constaba de piano, violín, percusión y banjo, tocado por el propio Luis Alfonzo. Habiendo evolucionado el grupo dos años después, e incorporados nuevos músicos, en 1927 se le da el nombre de Orquesta Flava por el color de los uniformes de los músicos y recibe la aceptación de un pequeño público, fundamentalmente opuesto a la dictadura del entonces gobernante Juan Vicente Gómez

## Primeros pasos
Ya como un conjunto integrado y con la incorporación de otros instrumentos musicales, efectúa presentaciones la emisora de radio Broadcasting Caracas (actualmente, Radio Caracas Radio) y desarrolla otras agrupaciones en los géneros musicales de moda. Así, tiene la oportunidad de conocer y alternar con algunos artistas que para el momento ya gozaban de cierto renombre, como Graciela Naranjo y Enrique Alvarenga. Así mismo, interviene en algunas producciones dramáticas de la emisora y en algunos filmes silentes venezolanos.
El estímulo de los primeros pasos y del tenor mexicano Pedro Vargas le impulsa a organizar su propia orquesta, al tiempo que continuaba su aprendizaje, especialmente en armonía y composición como alumno de Vicente Emilio Sojo, director y fundador de la Orquesta Sinfónica Venezuela.

## Consolidación
Organizada formalmente su orquesta, realiza sus primeros arreglos musicales para orquesta de bailes, sobre todo en el género del merengue venezolano, con la participación de cantantes como Cecilio Francisco "Kiko" Mendive, Marco Tulio Maristany y Graciela Naranjo; y, posteriormente, otros, como Elisa Soteldo, Ada Alba, Elio Rubio, Orlando Vallejo y Manolo Monterrey. El 16 de octubre de 1945 en Nuevo Circo, Caracas, toca con su Orquesta en un mitin en honor a la legalización del Partido Comunista de Venezuela interpretando La Internacional y el Himno Nacional ante 15.000 personas. En 1948, su orquesta es contratada por la empresa discográfica Comercial Serfaty para acompañar en algunas de sus primeras grabaciones comerciales a la cantante cubana Celia Cruz quien vino por primera vez a Venezuela en ese año y que recién iniciaba su carrera profesional.
Luis Alfonzo fue uno de los precursores en la adaptación del merengue venezolano, generalmente compuesto en la tonalidad de modo mayor, a la agrupación orquestal tipo banda, dando a este género un impulso novedoso, sin perder su originalidad tradicionalista; contribuyendo a su adaptación bailable. Igualmente, adaptó otros ritmos tradicionales, como el joropo al estilo de la orquesta de baile.

## Madurez
Por su habilidad en la ejecución de la música popular en la amenización de bailes y fiestas recibió la denominación de “El mago de la música bailable”. En el seno del público la orquesta disputaba las preferencias a la Billo's Caracas Boys. Sin embargo la rivalidad artística no impidió que Billo Frómeta, director y fundador de la mencionada orquesta, fuese amigo y admirador de Luis Alfonzo Larrain.
Se alternaban las presentaciones a través de la radio, en especial en los primeros años, con las presentaciones en clubes o en giras hacia otros lugares del país; o bien, hacia el exterior, sobre todo a Colombia, o hacia las islas de la Cuenca del Caribe.
Estando en boga el cha cha chá, a mediados de los años 50; la orquesta de Luis Alfonzo grabó algunos temas en ese género, aunque manteniendo el predominio de las guarachas y los boleros como, “Quisiera”, escrito por el propio músico.

## Vida personal y otras actividades
Luis Alfonzo alternaba su actividad musical con otras como la publicación de escritos sobre asuntos humorísticos del acontecer diario. Compuso la música de la película “Carambola”, en 1939, escrita y dirigida por Fini Veracoechea. Estuvo casado con la cantante Elisa Soteldo, de quién se divorció; luego se casó con Eduvigis Bravo y fundó la empresa Estudios Larrain. Al principio de los años 50, como ya había hecho su amigo y colega Billo Frómeta, realizó algunos discos en formato de 78 RPM bajo la forma de producción independiente y con su propio sello con una fotografía de su rostro. Más tarde, abandonaría este concepto para firmar un contrato con la compañía discográfica El Disco de Moda, propietaria del sello Discomoda, con la cual realizaría sus últimos trabajos, esta vez en formato de LP. Hoy en día, las cintas originales de estos trabajos, archivadas por la mencionada empresa han sido digitalizadas y han aparecido en ediciones limitadas en CD.
Paralelamente a sus últimos años como músico activo, también se destacó en la defensa de los derechos de los compositores y músicos venezolanos y por ello, estableció en Caracas el día 15 de mayo de 1955, la Sociedad de Autores y Compositores de Venezuela (SACVEN) que fue legalizada el 25 de mayo del mismo año. Los miembros fundadores aparte de Alfonzo Larrain fueron Ulises Acosta, Manolo Monterrey, Jesús Chucho Corrales, Fernando López y Billo Frómeta. En 1958 disolvió su orquesta y realiza música para pautas publicitarias en cine, televisión y radio, pero luego retoma esta actividad en 1959 permaneciendo en ella hasta 1961, cuando se retiró de la actividad musical para dedicarse, hasta el final de sus días, a su labor en SACVEN y a su empresa, Estudios Larrain. En 1979, se acordó instituir la fecha aniversaria de esta Organización, el 15 de mayo, como Día del Compositor Venezolano.

## Éxitos de su orquesta
- Como gozo
- Quisiera
- El cigarrillo
- Tinguilín
- Qué vamo’ a comé
- El morrocoy
- No comprendo
- Quisiera yo
- No volveré a encontrarte
- Dime adiós
- Mercedes
- La guitarra de Miguel
- Qué barbaridad
- Por comer zapoara
- Maracaibo
- Vamos a beber
- El Pajarillo aragüeño
- El alardoso
- Te caigo a tiros
- Esta es Venezuela
- Temor
- No me sigas mirando
- La jaiba y el cangrejito
- A mi palomita
- No lo jures
- Bernabé se alborotó